# Abraxas impunctifasciata
Abraxas impunctifasciata là một loài bướm đêm trong họ Geometridae.